# Ekta Parishad

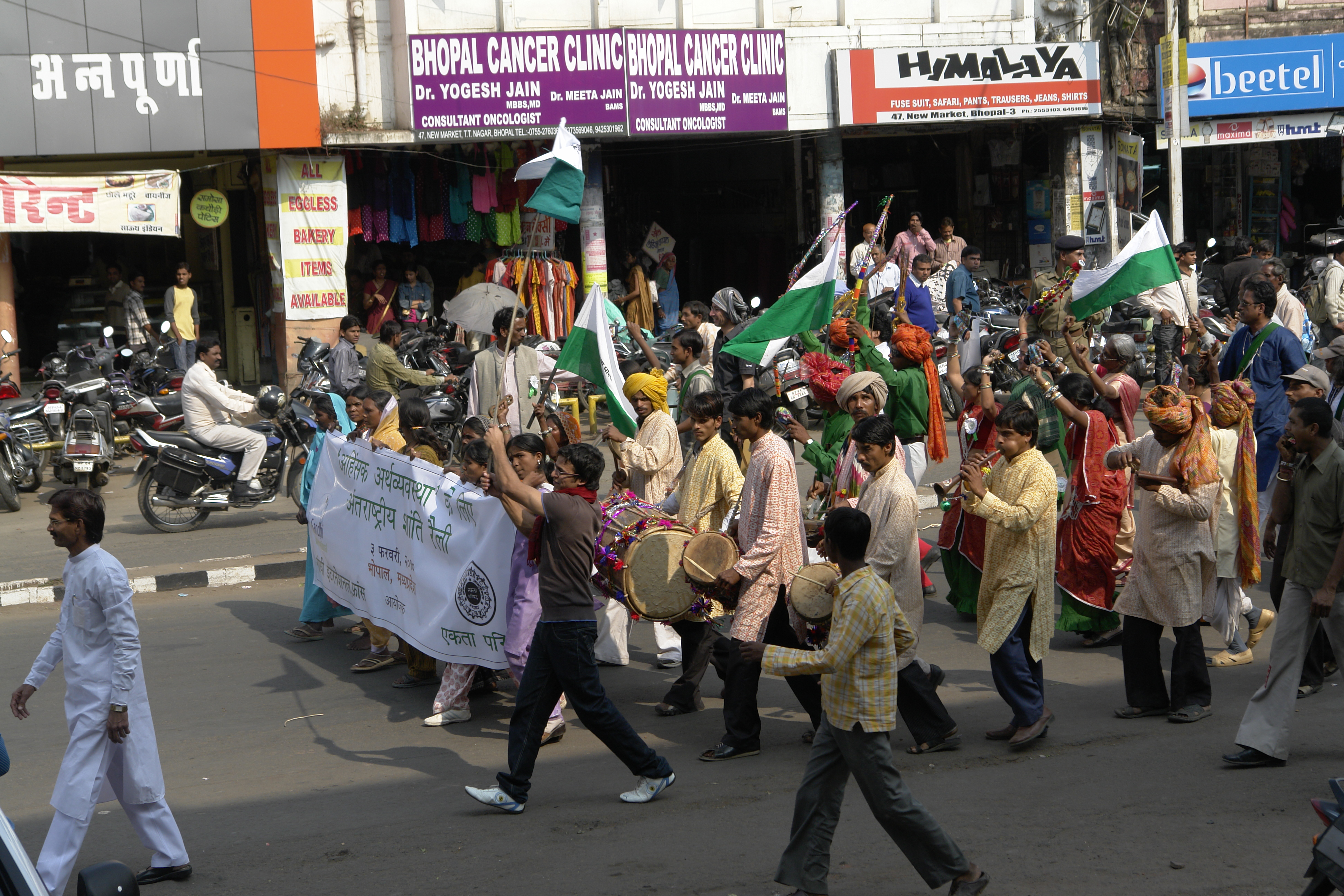
Manifestation à Bhopal organisée par Ekta Parishad

Ekta Parishad (« forum de l’unité » en hindi) est un mouvement populaire fondé en 1991 en Inde qui agit selon le principe gandhien d’action non-violente, avec pour but d’aider le peuple à mieux contrôler les ressources qui lui permettent de subsister : la terre, l’eau et la forêt. Rajagopal P. V. en est le fondateur et le président.
Il s’agit à la fois d’un mouvement de masse et d'une fédération informelle de 35 organisations fonctionnant avec un système de coordination entre les travailleurs salariés et les membres/volontaires à différents niveaux et à travers tout le pays.
Depuis les années 1970, ce mouvement a aidé de nombreuses communautés marginalisées (intouchables, tribaux, paysans sans terre) à s'organiser et à mener des actions collectives pour demander au gouvernement indien l'application des lois visant à la redistribution équitable des terres et des ressources naturelles. Ekta Parishad appuie aussi ses communautés pour qu'elles gèrent de manière autonome et durable leurs ressources économiques et naturelles afin qu'elles retrouvent toute leur dignité.

## Histoire
Afin d'organiser les actions des petits paysans, Rajagopal, alors commissaire enquêtant sur le problème des travailleurs asservis, va créer le mouvement en 1991. Ekta Parishad est issu de la pratique de la philosophie gandhienne de sarvodaya (recherche d’une forme de société visant au bien-être de tous), qui réunit satyagraha (recherche de la vérité et lutte contre l’injustice) et désobéissance civile.
L’entité « Ekta Parishad » est née en 1991, mais les organisations qui la composent travaillent avec les communautés rurales indiennes depuis les années 1970. L’émergence d’Ekta Parishad est le reflet à la fois du désespoir des communautés marginalisées face au traitement de l’État post-indépendance, mais également de leur espoir, et de la prise de conscience que seule une lutte organisée permettra d’obtenir justice. Basé sur les aspirations des exclus de la société et de la vie même, Ekta Parishad ne doit pas être confondu avec une ONG. Il s’agit d’un mouvement pour la justice sociale. Il compte en 2009 près d'un million de sympathisants. Son président est le militant altermondialiste Rajagopal.

## Objectifs
Ekta Parishad désire une société juste offrant dignité et respect à tous, quels que soient la caste, la religion, le sexe et le lieu de naissance. Ekta Parishad souhaite promouvoir des lois qui prennent en considération les plus pauvres avant de favoriser les plus riches.
Ceci comprend notamment :
- la distribution de terres aux sans terres (réforme agraire)
- la compensation et réhabilitation des personnes déplacées lors de l’acquisition de terres par l’État (pour « intérêt public »)
- des enquêtes et procédures pour la distribution des titres de propriété
- la résolution de conflits
- la protection des droits des paysans et des CPR (propriétés communautaires)
- la promotion de l’agriculture biologique
- l’inclusion des lois tribales dans la législation sur les aires protégées

## Mode d’action
C’est dans un objectif de changement social, économique et politique qu’Ekta Parishad s’est impliqué dans plusieurs combats :
- Une campagne pour les Droits à la Terre
- La protection de la culture et du mode de vie Tribal, menacés par le modèle de développement actuel
- La mise en place de lois et de principes politiques en faveur des pauvres, en particulier la réforme agraire
- La promotion d’un développement basé sur les humains, qui renforce en particulier la voix des femmes et des plus déshérités

Pour s’opposer à ceux qui abusent du pouvoir et pour lutter contre un système actuel injuste, Ekta Parishad utilise différentes méthodes de lutte non violente, telles que les manifestations, les grèves de la faim, les sièges, des blocages de routes ou autres expressions de la désobéissance civile.
Avec 150 000 membres, répartis dans huit États fédéraux, Ekta Parishad travaille principalement avec les communautés dalit (Intouchables) et tribales, se concentrant sur le contrôle communautaire des ressources naturelles, effectuant un travail de fond sur les « Droits » – à la fois constitutionnels et humains.

## Zone d’action

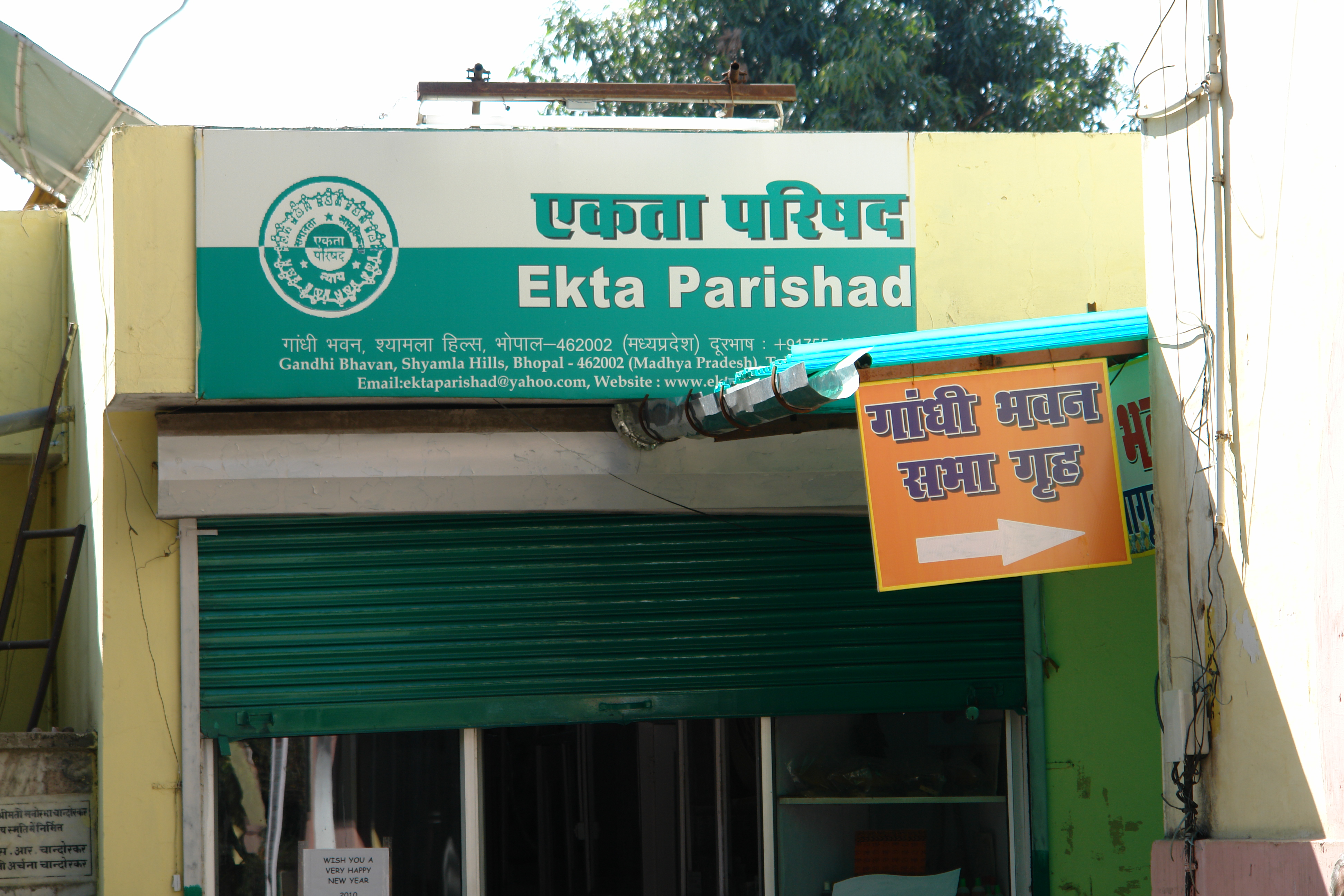
Bureau d'Ekta Parishad à Bhopal

Ekta Parishad travaille dans huit États de l’Inde (Madhya Pradesh, Chattisgarh, Orissa, Bihar, Jharkhand, Uttar Pradesh, Tamil Nadu et Kerala), en contact direct avec 4 000 villages, soit 5 millions d’Indiens. Les membres d’Ekta Parishad concentrent leurs efforts dans des zones reculées où l’agriculture est le principal moyen de subsistance.
En Europe, Ekta Parishad est soutenue par un réseau et regroupé au sein d'Ekta Europe.
En France, ce sont plusieurs associations et collectifs de militants, notamment dans l'ouest de l'hexagone avec Jan Ouest 2012.

## Réalisations majeures
Les campagnes précédentes menées par Ekta Parishad au niveau des États fédéraux ont montré les limites des actions localisées. En effet, elles permettent seulement de réduire temporairement l’intensité du problème, et de trouver des solutions partielles à une question qui nécessite un changement radical des institutions.
C'est pour cela qu'Ekta Parishad a lancé en 2005 une vaste campagne d'action non-violente: « Janadesh 2007 », qui sera à même de connecter les luttes locales, de réunir nombre de personnes et d’organisations ; et ainsi de donner une impulsion nécessaire aux réformes foncières et au contrôle communautaire des ressources naturelles. Cet ultimatum adressé au gouvernement lui ordonne de résoudre les problèmes fonciers ou faire face à des actions directes non-violentes.
Le point culminant de la campagne est une marche qui regroupe 25 000 personnes pendant 26 jours (du 2 octobre 2007 au 28 octobre 2007) dans le Nord de l’Inde, entre Gwalior (État du Madhya Pradesh) et Delhi (la capitale).
À l’arrivée à Delhi, de nombreux activistes indiens ainsi que 100 000 participants attendront les marcheurs pour une manifestation pacifique. Cette marche est d’une envergure sans précédent : c’est le plus grand mouvement de plaidoyer pour les droits des Sans terre depuis le combat de Gandhi et l’indépendance de l’Inde.
Cette marche est aussi l'aboutissement de trente années de combat et la convergence de multiples actions pour la défense des droits à la terre:
- La mise en place d'un Comité pour une Campagne Foncière Nationale afin de bâtir un réseau national et international autour des droits fonciers
- La mise en place d'une plate-forme: Land First International (LFI), qui fait du lobbying dans les différents pays en développement pour la défense des droits à la terre. Cette plate-forme a été lancée lors du Forum Social Indien de 2004.
- En décembre 2005, une délégation a rencontré le Premier Ministre indien et le président de la Commission des Finances  pour présenter une "Nouvelle vision de la réforme agraire". Ekta Parishad a mis en avant le besoin de créer une Autorité Foncière Nationale pour assurer un bon fonctionnement des autorités foncières étatiques. Le mouvement a aussi présenté la nécessité de lancer des tribunaux rapides pour résoudre urgemment els conflits fonciers.

En nombre, les principales réussites d'Ekta Parishad sont:
- l'acquisition de 347 000 terres pour les paysans sans terre du Madhya Pradesh et de 3000 pour ceux du Chhattisgrah
- la prise en compte de 580 000 crimes commis contre des tribus vivant dans les forêts
- le lancement d'une force d'action dans 4 états: Madhya Pradesh, Chhattisgarh, Orissa et Bihar
- la présentation de pétitions à la Cour Suprême, concernant 4,75 millions d'acres et 2 millions de personnes.

En octobre 2012, Ekta Parishad a organisé une deuxième marche, Jan Satyagraha 2012, avec 50 000 participants.